# Nick Shinton
Nick Shinton (Aalst, 10 mei 2001) is een Belgisch voetballer die sinds 2024 onder contract ligt bij Beerschot VA. Shinton is een doelman.

## Clubcarrière

### Club Brugge
Shinton ruilde de jeugdwerking van KRC Genk in 2016 in voor die van Club Brugge. Een jaar later ondertekende hij een profcontract van drie seizoenen bij blauw-zwart, ondanks concrete buitenlandse interesse. In het seizoen 2018/19 verdedigde Shinton viermaal het doel van het U19-elftal van Club Brugge in de UEFA Youth League: zowel tegen Borussia Dortmund als tegen Atlético Madrid stond hij uit en thuis onder de lat. Tijdens de twee groepsduels tegen AS Monaco was het Brent Gabriël die het Brugse doel verdedigde. Tijdens de editie 2019/20 was het voornamelijk Senne Lammens die onder de lat stond in de UEFA Youth League, op twee wedstrijden na – de tweede groepswedstrijd tegen Real Madrid (3-0-verlies) en de tussenrondewedstrijd tegen Stade Rennais (1-1, verlies na strafschoppen).
Vanaf het seizoen 2019/20 werd Shinton derde doelman bij de A-kern van Club Brugge, na Simon Mignolet en Ethan Horvath. Een halfjaar eerder had Ivan Leko hem al meegenomen op winterstage met de A-kern. In het seizoen 2020/21 speelde Shinton vijftien wedstrijden voor Club NXT, het beloftenelftal van Club Brugge dat dat seizoen zijn intrede maakte in Eerste klasse B. De één jaar jongere Senne Lammens speelde dat seizoen de overige dertien wedstrijden. Op het einde van het seizoen werd zijn contract, dat tot medio 2022 liep, met een jaar verlengd.
Na een tussenpauze van een seizoen – waarin de beloften van Club Brugge weer in de gewone beloftencompetitie aantraden – kwam Shinton in het seizoen 2022/23 met Club NXT weer uit in Eerste klasse B. Opnieuw werd er afwisselend voor Shinton of Lammens gekozen. Shinton was op het einde van het seizoen de doelman met de meeste optredens voor Club NXT: met negentien competitiewedstrijden deed hij het ruim beter dan Lammens, die in het seizoen 2021/22 weliswaar vier officiële wedstrijden voor het eerste elftal van Club Brugge had gespeeld.
Na het vertrek van Lammens naar Antwerp FC in de zomer van 2023 groeide Shinton, die in mei 2023 een contractverlenging tot medio 2025 had ondertekend bij Club Brugge, uit tot de eerste doelman van Club NXT. Hij bleef wel derde doelman, want met Nordin Jackers had Club Brugge in augustus 2023 een nieuwe tweede doelman aangetrokken. Shinton stond in het seizoen 2023/24 in 21 van de 30 competitiewedstrijden van Club NXT onder de lat. In het laatste derde van het seizoen waren het vooral Josef Bursik en Axl De Corte die de voorkeur kregen onder de lat bij Club NXT. Op 12 april 2024 speelde Shinton zijn laatste officiële wedstrijd voor Club NXT: op de voorlaatste speeldag van de competitie koos trainer Robin Veldman voor de komst van RFC de Liège voor hem. Shinton klokte na drie seizoenen in Eerste klasse B met Club NXT af op 55 competitiewedstrijden, enkel Liam De Smet had er op het einde van het seizoen 2023/24 meer op de teller staan.

### Beerschot VA
In de zomer van 2024 trok Shinton na acht jaar de deur bij Club Brugge achter zich dicht en ondertekende hij een meerjarig contract bij Beerschot VA, een van de twee promovendi in de Jupiler Pro League. Shinton kon die zomer ook rekenen op interesse van FCV Dender EH, de andere promovendus en tevens de club waar hij destijds zijn jeugdopleiding begonnen was.
Shinton begon het seizoen 2024/25 op de bank, ten voordele van Davor Matijaš. Na een teleurstellende seizoensstart, waarin Beerschot slechts één punt in zes competitiewedstrijden sprokkelde, mocht Shinton op 15 september 2024 zijn debuut in de Jupiler Pro League vieren. Shinton debuteerde met een 3-0-nederlaag tegen Sporting Charleroi.

## Clubstatistieken
| Seizoen         | Club            | Land            | Competitie      | Competitie | Competitie | Beker | Beker | Supercup | Supercup | Europees | Europees | Totaal | Totaal |
| Seizoen         | Club            | Land            | Competitie      | Wed.       | Dlp.       | Wed.  | Dlp.  | Wed.     | Dlp.     | Wed.     | Dlp.     | Wed.   | Dlp.   |
| --------------- | --------------- | --------------- | --------------- | ---------- | ---------- | ----- | ----- | -------- | -------- | -------- | -------- | ------ | ------ |
| 2020/21         | Club NXT        | Vlag van België | Eerste klasse B | 15         | 0          | —     | —     | —        | —        | —        | —        | 15     | 0      |
| 2022/23         | Club NXT        | Vlag van België | Eerste klasse B | 19         | 0          | —     | —     | —        | —        | —        | —        | 19     | 0      |
| 2023/24         | Club NXT        | Vlag van België | Eerste klasse B | 21         | 0          | —     | —     | —        | —        | —        | —        | 21     | 0      |
| 2024/25         | Beerschot VA    | Vlag van België | Eerste klasse A | 1          | 0          | 0     | 0     | —        | —        | —        | —        | 1      | 0      |
| Carrière totaal | Carrière totaal | Carrière totaal | Carrière totaal | 56         | 0          | 0     | 0     | 0        | 0        | 0        | 0        | 56     | 0      |

Bijgewerkt op 19 september 2024.

## Interlandcarrière
Shinton werd in april 2018 geselecteerd voor het EK onder 17 in Engeland. Na het afhaken van Maxime Delanghe, die tijdens alle kwalificatiewedstrijden onder de lat had gestaan, mocht Shinton als eerste doelman aan het EK beginnen. Hij stond er onder de lat in de groepswedstrijden tegen Ierland (0-2-winst) en Bosnië en Herzegovina (0-4-winst), alsook in de kwartfinale tegen Spanje (2-1-winst) en de halve finale tegen Italië (2-1-verlies). Enkel in de derde groepswedstrijd tegen Denemarken moest hij wijken voor Maarten Vandevoordt.
In mei 2021 kreeg Shinton van beloftenbondscoach Jacky Mathijssen een oproepingsbrief voor de Belgische beloften naar aanleiding van de EK-kwalificatiewedstrijd tegen Kazachstan. Ook zijn Club Brugge-collega Senne Lammens werd opgeroepen. België won deze wedstrijd met 1-3, weliswaar met Maarten Vandevoordt in doel. Shinton zat ook in de wedstrijdselectie voor de terugwedstrijd tegen Kazachstan in oktober 2021, maar uiteindelijk behaalde hij nooit een cap voor het Belgisch beloftenelftal.
2 Dagba ·
3 Matthys ·
4 Plat ·
5 Mbe Soh ·
6 Fayed ·
7 Reyners ·
8 Henderson ·
9 Kosiah ·
10 Verlinden ·
11 Krüger ·
13 Doucouré ·
16 Al-Ghamdi ·
17 Al-Sahafi ·
18 Sanusi  ·
19 Thiam ·
21 Vargas ·
25 Colassin ·
26 Tshimanga ·
27 Keita ·
28 Weymans ·
30 Huiberts ·
32 Wright-Phillips ·
33 Shinton ·
42 Martha ·
47 Cagro ·
51 De Stobbeleir ·
55 Nzouango ·
66 Tolis ·
71 Matijaš ·
Coach: Kuijt